# Luís Carlos de Azevedo
Luiz Carlos de Azevedo (São Paulo, 1º de junho de 1932 —  São Paulo, 1º de março de 2011) foi um advogado, magistrado, professor, jurista, escritor e historiador brasileiro.

## Biografia
Realizou seus estudos fundamentais e médios no Colégio São Luís, dos padres jesuítas, em São Paulo. Ingressou, em 1951, na Faculdade de Direito do Largo de São Francisco, bacharelando-se na turma de 1955.
Advogou por vários anos no fôro da capital.
Pertenceu ao Conselho da OAB, secção de São Paulo, chegando a ocupar a presidência em carater interino. Foi membro do Instituto dos Advogados de São Paulo e da Associação dos Advogados de São Paulo.
Pelo "quinto" dos advogados foi nomeado juiz do Tribunal de Alçada e posteriormente desembargador do Tribunal de Justiça do Estado de São Paulo.
Foi também professor e reitor do UNIFIEO - Centro Universitário FIEO, mantido pela FIEO - Fundação Instituto de Ensino para Osasco.
Desde sua dissertação de mestrado passou a dedicar-se à História do Direito, disciplina que lecionou como professor titular na Faculdade do Largo de São Francisco, na Universidade de São Paulo.
Coordenou o Curso de Pós Graduação lato sensu em Direito Processual Civil, no CEU - Centro de Extensão Universitária/SP.

## Obras publicadas
- Minotauro (romance). São Paulo: s. edit., s. data (1964).
- Origem e introdução da apelação no Direito Lusitano. Osasco: FIEO, 1976.
- O direito de ser citado: perfil histórico. São Paulo/Osasco: Resenha Tributária, 1980.
- Direitos e deveres do advogado. São Paulo: Saraiva
- Da penhora. Osasco, 1994.
- Introdução à História do Direito. 4ª ed. São Paulo: Ed. Revista dos Tribunais, 1912.
- Estudo histórico sobre a condição jurídica da mulher no Direito Luso-Brasileiro. São Paulo;Osasco: Ed. Rev. dos Tribunais/Unifieo, 2001.
- Alvíçaras (crônicas). Osasco: Edifieo, 2010.